# NGC 3185
NGC 3185是一个位于狮子座的螺旋星系，距离地球2040万秒差距，属于HCG 44星系群。